# Klaus Meyer (Diplomat)
Klaus Meyer (* 10. April 1928 in Köln; † 29. Januar 2014 in Bad Neuenahr) war ein deutscher Diplomat und Generaldirektor der Kommission der Europäischen Union.

## Leben
Von 1948 bis 1955 studierte Klaus Meyer Philologie, Philosophie, Soziologie und Volkswirtschaft an der Universität Göttingen und der Universität von Paris. 1952 wurde er zum Doktor der Philosophie promoviert und erhielt 1955 ein Diplom der Volkswirtschaft. Klaus Meyer war verheiratet und hatte vier Kinder (Bernhard, Ruth, Peter († 1991), Thomas).

### Berufliche Stationen
1955 trat er in den Auswärtigen Dienst ein und war bis 1959 beim Auswärtigen Dienst in Bonn sowie bei der Deutschen Botschaft in Paris tätig. Von 1959 bis 1967 war er stellvertretender Kabinettschef des Präsidenten der Kommission der damaligen Europäischen Wirtschaftsgemeinschaft (EWG), Walter Hallstein. Der Kabinettschef in der EWG-Kommission Hallstein I war von 1961 bis 1963 Berndt von Staden. In der EWG-Kommission Hallstein II war von 1963 bis 1967 K.-H. Narjes Kabinettschef. Von 1967 bis 1969 war er in Bonn als Direktor im Kanzleramt von Bundeskanzler Kurt Georg Kiesinger tätig. Von 1969 bis 1977 war er als stellvertretender Generalsekretär der Kommission der damaligen Europäischen Gemeinschaft (EG) in Brüssel tätig, von 1977 bis 1982 deren Generaldirektor für Entwicklung (GD VIII). Von 1982 bis 1985 war er Botschafter der Bundesrepublik Deutschland in Prag und von 1985 bis 1992 Ständiger Vertreter der Bundesrepublik Deutschland bei der OECD in Paris. Von 1991 bis 1997 lehrte er politische Ökonomie an der wirtschaftswissenschaftlichen Fakultät der Universität Leipzig. 1993 trat er in den Ruhestand und lebte in Bonn, ab Mitte 2013 bis zu seinem Tod in Bad Neuenahr.

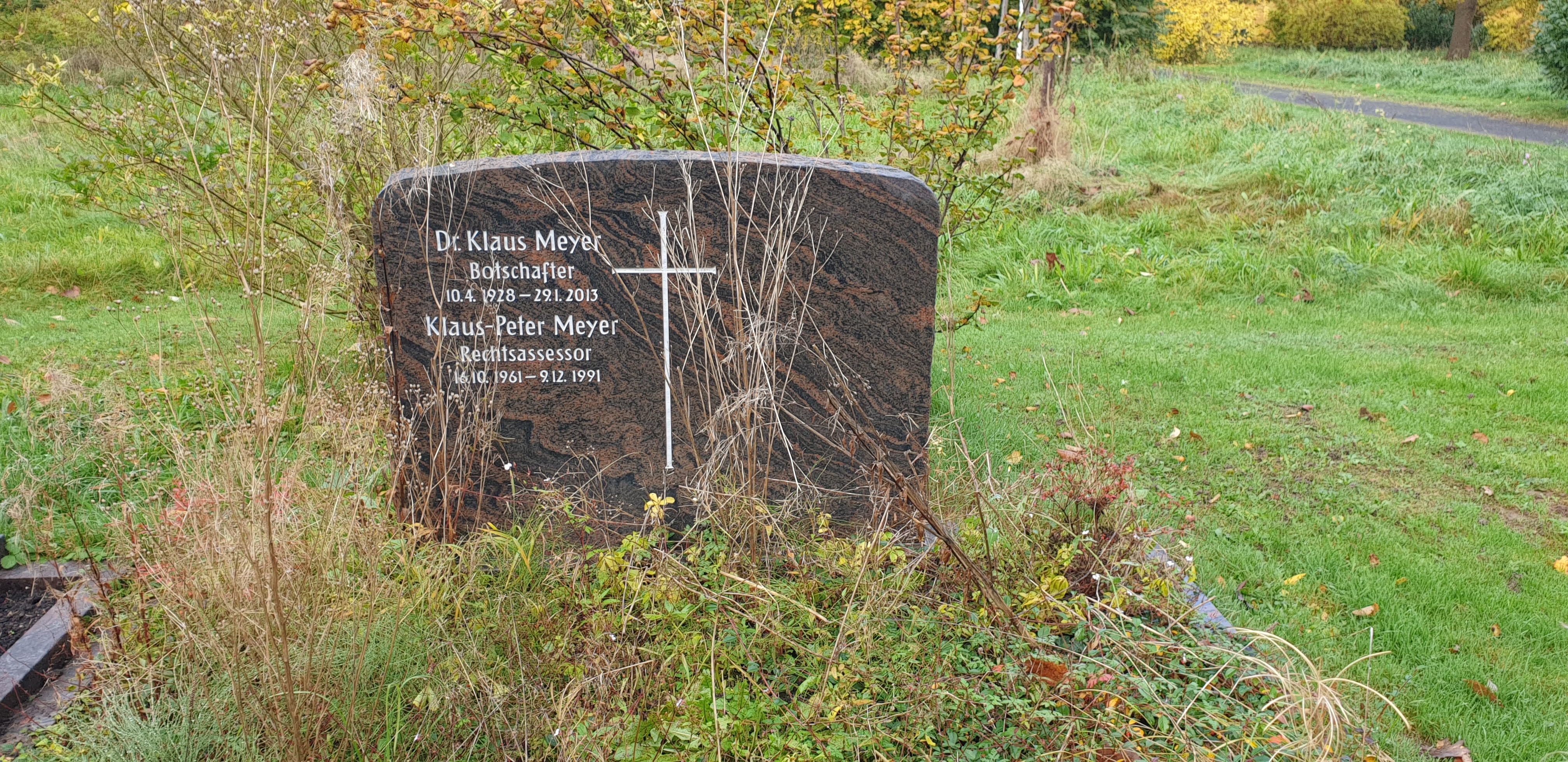
Grab der Familie Meyer auf dem Bonner Südfriedhof

Klaus Meyer war Träger des Bundesverdienstkreuzes 1. Klasse. Für seine ehrenamtliche Tätigkeit nach dem Eintritt in den Ruhestand ist er 2007 mit dem Ehrenzeichen in Gold des Deutschen Caritasverbandes ausgezeichnet worden.

## Sonstiges
Klaus Meyer war der Onkel von Gisela Walsken, die u. a. seit 2010 als Regierungspräsidentin von Köln amtiert. Er war Cousin der Überlebende des Holocaust Erna de Vries.